# Kostel svaté Rodiny (Bratislava)
Kostel svaté Rodiny je novodobý katolický kostel v Bratislavě, v městské části Petržalka. Jeho výstavba probíhala v letech 2001 až 2003 a v roce 2005 byl vysvěcen. Autorem stavby je architekt Ivan Kolenič.

## Výstavba
- Plocha církevního areálu: 1,7215 ha
- Z toho: 1. stavba – farní část (kostel, farní správa a pastorační centrum, hřiště, parkoviště): 1,2970 ha
- Zastavěná plocha: 1 108,50 m²
- Užitná plocha – přízemí: 996,28 m²
- Užitná plocha – patro: 151,76 m²
- Počet míst k sezení v kostele: 528 osob
- Začátek výstavby: červenec 2001
- Kostel byl dokončen v roce 2003 a vysvěcen v roce 2005
- Autorem architektonického návrhu je architekt Ivan Kolenič

## Poloha

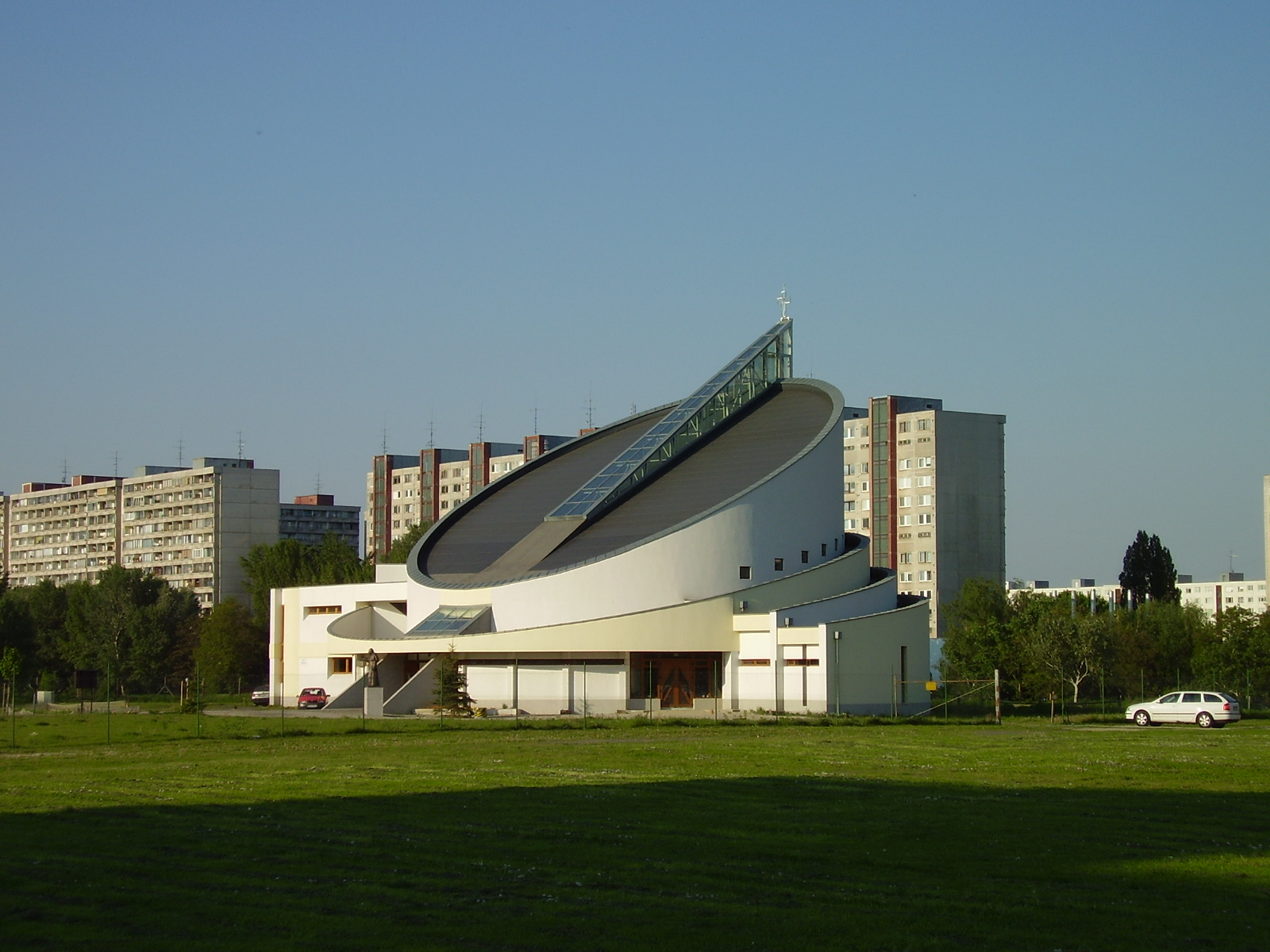
Boční pohled na kostel a prostranství kolem něj

Kostel se nachází u Chorvatského ramene, v blízkosti komplexu budov Technopolu. Stojí se na prostranství, na němž papež Jan Pavel II. odsloužil v roce 2003 mši svatou, a toto prostranství se proto jmenuje náměstí Jana Pavla II.

## Významné události
V roce 2003 kostel navštívil Jan Pavel II., jenž odsloužil mši pod širým nebem na prostranství před kostelem. Mše se zúčastnilo přes 250 tisíc věřících ze Slovenska i z okolních zemí.[nedostupný zdroj]
V roce 2005 se na stejném místě konalo vyvrcholení Třetího celoslovenského eucharistického kongresu, jehož mši svatou celebroval kardinál Jozef Tomko.
V neděli 2. dubna 2006 byla u kostela odhalena dvoumetrová bronzová socha Jana Pavla II. u příležitosti prvního výročí jeho smrti.